# Vladimir Strjijevski
Vladimir Ivanovich Strjijevski (en russe : Владимир Иванович Стржижевский), né le 26 décembre 1894 et mort le 22 août 1940, est un pilote militaire russe, as de l'aviation de la Première Guerre mondiale, qui a abattu de 5 à 8 avions ennemis. Après la révolution d'Octobre, Strjijevski est nommé commandant du 1er groupe aérien de Voronej de l'armée de l'air de la RSFSR. En 1919, il rejoint les armées blanches. Pendant toute la durée de la guerre, il a effectué environ 200 sorties. En 1920, il émigre en Yougoslavie, où il sert dans l'armée de l'air du royaume et participe à la création de l'aviation civile.

## Biographie
Vladimir Strjijevski est né dans une famille orthodoxe de la noblesse héréditaire le 26 décembre 1894 (selon d'autres sources le 13 décembre) à Moguilev. Il est diplômé de l'école réale de Moguilev et de l'Institut polytechnique de Saint-Pétersbourg avec un diplôme en génie électrique en 1914.
Après le déclenchement de la Première Guerre mondiale, Vladimir s'engage comme volontaire dans l'armée impériale russe le 14 octobre 1914 et, le 18 octobre, il est envoyé pour suivre des cours théoriques d'aviation nommés à l'Université polytechnique de Saint-Pétersbourg. Après avoir terminé sa formation le 2 janvier 1915, Strjijevski est envoyé à l'école d'aviation militaire de Gatchina pour une formation pratique. Après cette formation, Strjijevski est envoyé à l'école d'aviation militaire de Sébastopol, où il reçoit son brevet de pilote.

### Première Guerre mondiale
Le 28 juillet 1915 (10 août dans le calendrier grégorien), Vladimir Strjijevski est envoyé au détachement d'aviation du 16e corps, où il arrive le 5 septembre. En janvier 1916, Strjijevski effectue 43 sorties, totalisant environ 66 heures de vol, reçoit des Croix de Saint-Georges de toutes les quatre classes et le surnom de « Strij » (qui signifie en russe martinet et évoque son nom de famille).
Le 24 février 1916 (8 mars dans le calendrier grégorien), alors qu'il est en patrouille, le moteur de l'avion de Strjijevski cale et il est contraint de faire un atterrissage d'urgence. L'appareil est hors d'usage et Vladimir grièvement blessé à la jambe droite et au visage. Pour des raisons inconnues, Strjijevski n'a été hospitalisé que le 24 juin, lorsqu'il a été envoyé à Odessa pour y être soigné.
Le 20 juillet 1916, Vladimir Strjijevski est affecté au 9e escadron de chasse, qu'il rejoint en septembre. En raison de ses problèmes de santé, la première mission de Vladimir dans la nouvelle unité est de mettre en place et de gérer le laboratoire photo. Strjijevski ne vola à nouveau qu'en décembre 1916. Au cours des trois mois suivants, à mesure que sa santé s'améliore, il augmente lentement sa charge de travail et le nombre de missions. Par décret du 22 juillet 1916, son rang de « pilote militaire » est confirmé.
Lorsque les troupes austro-hongroises et allemandes percent le front roumain début 1917, le 9e escadron de chasse est redéployé à Saucesti (județ de Bacău en Moldavie roumaine). Lors de sorties depuis un nouvel aérodrome, situé à seulement 13 kilomètres de la ligne de front, Strjijevski remporte ses premières victoires (confirmées), pour lesquelles il a reçoit l'Ordre de Saint-Georges de 4e classe. Le 18 juillet 1917, lors de combats avec un groupe d'avions ennemis (dont l'as austro-hongrois Augustin Novák), l'enseigne Strjijevski est blessé à la jambe, mais malgré la blessure, il parvient à faire atterrir son avion en toute sécurité sur l'aérodrome. L'enseigne Strjijevski est de nouveau envoyée à l'hôpital. Il a reçoit l'Ordre de la Couronne de 4e classe avec des épées du Royaume de Roumanie.
À l'automne, Strjijevski retourne dans l'unité. En octobre, il n'effectue que quatre sorties, après quoi il est transféré au 10e escadron de chasse. Le 11 novembre 1917, Strjijevski est promu sous-lieutenant.

### Guerre civile
Après la révolution d'Octobre, Strjijevski est enrôlé dans la flotte aérienne rouge des ouvriers et des paysans et nommé commandant du 1er groupe aérien de Voronej. Cependant, le 4 novembre 1918, il déserte, rejoignant en avion les cosaques blancs de l'armée du Don. Il sert dans les unités d'aviation de l'armée du Don et des forces armées du sud de la Russie. À partir d'avril 1920 il est un pilote militaire du détachement d'aviation du Don de l'armée russe du général Wrangel, où il reçoit le grade de capitaine le 21 juillet 1920. À partir d'août 1920, il est pilote du 6e détachement d'aviation.

### Yougoslavie
En novembre 1920, Vladimir Strjijevski quitte la Russie lors de l'évacuation de Crimée. Il gagne le Royaume des Serbes, Croates et Slovènes, où il rejoint l'armée de l'air royale en conservant son rang militaire. Après sa retraite du service militaire, il devient pilote d'essai, effectue plus de 4000 sorties sur des avions militaires et d'entraînement. Il représente la Yougoslavie lors de compétitions sportives internationales. En 1927, il remporte avec un avion Fizir-Maybach la course aérienne Belgrade-Varsovie-Belgrade. À partir d'octobre 1927, il travaille comme pilote en chef pour la compagnie aérienne yougoslave Aeropout. Lors du vol Zagreb-Split du 22 août 1940, l'avion Lockheed qu'il pilote traverse un orage et s'écrase près de la ville de Gospić en Croatie actuelle (selon d'autres sources, près de Medak, Lika). Il est inhumé le 28 août 1940 au nouveau cimetière de Belgrade.

## Victoires aériennes
Dans les sources historiques, le nombre de victoires confirmées de Vladimir Strjijevski varie de 5 à 8. Ci-dessous une version compilée, où les victoires non confirmées sont marquées n/c.
| N°  | date             | type d'avion                 | Ennemi                                           |
| --- | ---------------- | ---------------------------- | ------------------------------------------------ |
| n/c | 9 novembre 1915  | Morane-Saulnier L (no MS496) | Ballon d'observation                             |
| n/c | 20 février 1916  | Morane-Saulnier (no MS507)   | Avion                                            |
| 1   | 17 mars 1917,    | Nieuport 21 (no N1719)       | Avion                                            |
| 2   | 11 avril 1917,   | SPAD S.VII (no 1446)         | Biplan double - LVG de reconnaissance (Classe C) |
| n/c | 16 avril 1917    | SPAD S.VII (no 1446)         | Hansa-Brandenburg D.1                            |
| 3   | 17 avril 1917,   | Nieuport 17 (no 1448)        | Avion                                            |
| 4   | 23 avril 1917,   | Nieuport 17 (no 1448)        | Classe C LVG                                     |
| n/c | 11 mai 1917      | Nieuport 17 (no 1448)        | Avion                                            |
| 5   | 17 mai 1917,     | SPAD S.VII (no 1446)         | Hansa-Brandenburg D.1                            |
| 6   | 17 juin 1917,    | SPAD S.VII (no 1446)         | Fokker EI-IV                                     |
| 7   | 18 juin 1917,    | Nieuport 17 (no 1448)        | C.I. Hanse-Brandebourg (no 67.54)                |
| 8   | 18 juillet 1917, | Nieuport 17 (no 1448)        | C.I. Hanse-Brandebourg (no 67.52)                |